# Liste der Baudenkmäler in Igling

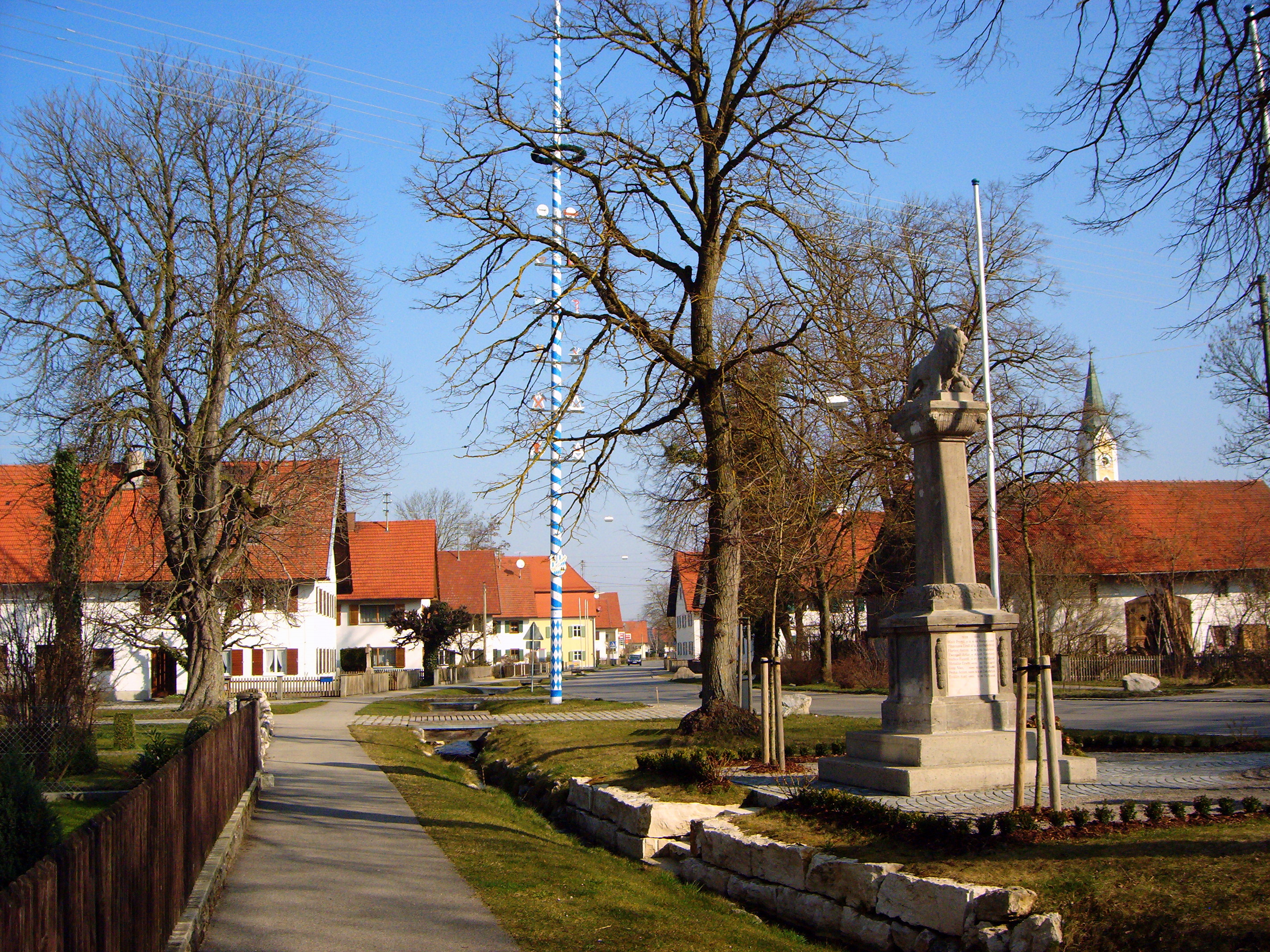
Iglinger Hauptstraße

Auf dieser Seite sind die Baudenkmäler in der oberbayerischen Gemeinde Igling zusammengestellt. Diese Tabelle ist eine Teilliste der Liste der Baudenkmäler in Bayern. Grundlage ist die Bayerische Denkmalliste, die auf Basis des Bayerischen Denkmalschutzgesetzes vom 1. Oktober 1973 erstmals erstellt wurde und seither durch das Bayerische Landesamt für Denkmalpflege geführt wird. Die folgenden Angaben ersetzen nicht die rechtsverbindliche Auskunft der Denkmalschutzbehörde.

## Baudenkmäler nach Ortsteilen

### Igling
| Lage                             | Objekt         | Beschreibung | Akten-Nr.              | Bild           |
| -------------------------------- | -------------- | --- | ---------------------- | -------------- |
| Schloß Igling 1, 2, 5 (Standort) | Schloss Igling | vierseitige Anlage um Innenhof mit umlaufendem Halsgraben, dreigeschossiger Hauptbau mit Satteldach und Treppengiebel, Hauskapelle sowie turm- und zinnenbekrönter Torbau, im Kern um 1620, wesentlich erneuert 1853 durch Arnold Zenetti; mit Ausstattung; Ehemalige Schlossökonomie mit nördlichem Graben, dreiseitig umgeben den Hofraum: Nordtrakt, eingeschossiger Satteldachbau, 1887; Gasthaus, zweigeschossiger Satteldachbau mit Gesimsgliederung an den Giebelseiten; Ehemalige Brauerei, zweigeschossiger Satteldachbau mit gestuftem Giebel; um 1853 | D-1-81-127-19 Wikidata | weitere Bilder |
| Schloß Igling 7 (Standort)       | Feldkapelle    | rechteckiger Satteldachbau, Mitte 18. Jahrhundert | D-1-81-127-17 Wikidata | Feldkapelle    |

### Geiselsberg
| Lage                    | Objekt              | Beschreibung | Akten-Nr.             | Bild                |
| ----------------------- | ------------------- | --- | --------------------- | ------------------- |
| Altbachäcker (Standort) | Katholische Kapelle | einschiffiger Satteldachbau mit eingezogenem halbrundem Chor und Dachreiter, 1855; mit Ausstattung; nordöstlich des Hofes | D-1-81-127-8 Wikidata | Katholische Kapelle |

### Holzhausen bei Buchloe
| Lage                      | Objekt                                                                    | Beschreibung | Akten-Nr.              | Bild                                          |
| ------------------------- | ------------------------------------------------------------------------- | --- | ---------------------- | --------------------------------------------- |
| Hauptstraße 8 (Standort)  | Gasthof, jetzt Brauereigasthof                                            | stattlicher Putzbau mit steilem Walmdach, Mitte 18. Jahrhundert | D-1-81-127-11 Wikidata | Gasthof, jetzt Brauereigasthof                |
| Hauptstraße 12 (Standort) | Katholische Pfarrkirche Sankt Johannes der Täufer und Johannes Evangelist | Polygonalchor mit Chorflankenturm, Chor im Kern spätgotisch, erneuert 1739, Turm von Thomas Natter 1691; mit Ausstattung                                                                              | D-1-81-127-9 Wikidata  | weitere Bilder                                |
| Hauptstraße 18 (Standort) | Kleinhaus                                                                 | zweigeschossiger Zeltdachbau, im Kern Ende 18. Jahrhundert | D-1-81-127-13 Wikidata | BW                                            |
| Hauptstraße 22 (Standort) | Ehemaliges Schloss, dann Pfarrhaus                                        | Satteldachbau mit zwei Ecktürmen, Schweifgiebel und Fassadenmalerei, erbaut 1580, bemalt um 1805; Hofmauer, gemauerter Südzug mit erneuerter Ziegelabdeckung, 17./18. Jahrhundert, teilweise erneuert | D-1-81-127-14 Wikidata | weitere Bilder                                |
| Kapellenweg 5 (Standort)  | Katholische Kapelle, sogenannte Rindenkapelle                             | einschiffiger Holzbau mit geradem Chorschluss, Satteldach und Dachreiter, über älterem Kern 1856; mit Ausstattung                                                                                     | D-1-81-127-10 Wikidata | Katholische Kapelle, sogenannte Rindenkapelle |
| Magnusstraße 3 (Standort) | Jüdischer Friedhof                                                        | unregelmäßig sechseckig eingefasste Rasenfläche mit Grabstelen, nach 1945 | D-1-81-127-27 Wikidata | weitere Bilder                                |

### Oberigling
| Lage                                                                               | Objekt                                       | Beschreibung | Akten-Nr.              | Bild |
| ---------------------------------------------------------------------------------- | -------------------------------------------- | --- | ---------------------- | --- |
| Geiselsbergweg 7 (Standort)                                                        | Aussegnungshalle des Friedhofs               | schlichter Flachdachbau mit integrierter offener Vorhalle und freistehendem, campanileartigem Glockenständer, von Margot und Max J. Lorenz, 1963/64 | D-1-81-127-28 Wikidata | Aussegnungshalle des Friedhofs |
| Oberiglinger Straße 26 (Standort)                                                  | Bauernhaus                                   | Mittertennbau mit Satteldach, 2. Hälfte 19. Jahrhundert | D-1-81-127-26 Wikidata | Bauernhaus |
| Oberiglinger Straße 32 (Standort)                                                  | Katholische Pfarrkirche Sankt Peter und Paul | Saalbau mit eingezogenem Chor und Chorflankenturm, Chor und Turm von Michael Stiller 1724, Langhaus 1829; mit Ausstattung | D-1-81-127-15 Wikidata | weitere Bilder |
| Pfarrgasse 2 (Standort)                                                            | Pfarrhaus                                    | zweigeschossiger Putzbau mit Halbwalmdach, in reduzierten Formen des Jugendstils, 1905 | D-1-81-127-18          | Pfarrhaus |
| Schloßstraße 4 (Standort)                                                          | Ehemals Bauernhaus                           | Mittertennbau mit Satteldach und hofseitigem, verschaltem Dachüberstand, Kern 17. Jahrhundert | D-1-81-127-20 Wikidata | Ehemals Bauernhaus |
| Stadtwald (nördlich der Straße Landsberg–Oberigling) (Standort)                    | Ehemaliger Stollen des Bunkers „Diana II“    | Teile der Rüstungsfabrik zur Herstellung von Kampfflugzeugen, heute Kiesgrube, zwei horizontale Schächte aus Stahlbeton, nach Plänen von Franz Dischinger, begonnen 1944                                                                                       | D-1-81-127-22          | [[Vorlage:Bilderwunsch/code!/C:48.054,10.83365!/D:Stadtwald (nördlich der Straße Landsberg–Oberigling), Ehemaliger Stollen des Bunkers „Diana II“!/\|BW]] |
| Stadtwald (in der Nähe des Stadtwaldhofs an der Straße nach Holzhausen) (Standort) | KZ-Friedhof                                  | Über Massengrab von Häftlingen aus dem KZ-Außenlager Kaufering XI – Stadtwaldhof/Landsberg angelegte, von niedrigen Betonmauern umgebene Gedenkstätte mit einfach behauenem, Davidstern-geschmücktem Granit-Gedenkstein und einzelner Grabstele, angelegt 1950 | D-1-81-127-21 Wikidata | weitere Bilder |

### Stoffersberg
| Lage                 | Objekt      | Beschreibung | Akten-Nr.              | Bild           |
| -------------------- | ----------- | --- | ---------------------- | -------------- |
| Stadtwald (Standort) | KZ-Friedhof | über Massengrab von Häftlingen aus dem KZ-Außenlager Kaufering II – Igling angelegte, von niedrigen Betonmauern umgebene Gedenkstätte mit einfach behauenem, Davidstern-geschmücktem Granit-Gedenkstein, angelegt 1950; im westlichen Stadtwald | D-1-81-127-29 Wikidata | weitere Bilder |

### Unterigling
| Lage                               | Objekt                                          | Beschreibung | Akten-Nr.              | Bild           |
| ---------------------------------- | ----------------------------------------------- | --- | ---------------------- | -------------- |
| Kapellenstraße 15 (Standort)       | Katholische Kapelle Mariä Heimsuchung           | einschiffiger Satteldachbau mit dreiseitigem Abschluss und Dachreiter, 1640, Westvorbau später; mit Ausstattung                                                                                           | D-1-81-127-2 Wikidata  | weitere Bilder |
| Kirchgasse 1 (Standort)            | Katholische Pfarrkirche St. Johannes der Täufer | Saalbau mit eingezogenem halbrundem Chor und Chorflankenturm, von Stephan Socher, 1748, Turmoberteil 1871; mit Ausstattung; Teil der Friedhofsmauer, an der Südwestecke Pforte, 1. Hälfte 19. Jahrhundert | D-1-81-127-1 Wikidata  | weitere Bilder |
| Unteriglinger Straße 36 (Standort) | Bauernhaus                                      | stattlicher zweigeschossiger Mittertennbau mit profilierter Haustür, zwei rosettenbesetzten Tennentoren und Resten von Malerei im giebelseitigen Dachüberstand, 2. Viertel 19. Jahrhundert                | D-1-81-127-4 Wikidata  | Bauernhaus     |
| Unteriglinger Straße 37 (Standort) | Ehemals Pfarrhaus, jetzt Rathaus                | stattlicher zweigeschossiger Putzbau mit Mansard-Halbwalmdach, 1805 | D-1-81-127-5 Wikidata  | weitere Bilder |
| Unteriglinger Straße 40 (Standort) | Ehemals Mittertennhaus                          | zweigeschossiger Satteldachbau, Haustür mit Schnitzdekor in neugotischen Formen, 2. Hälfte 19. Jahrhundert                                                                                                | D-1-81-127-6 Wikidata  | BW             |
| Unteriglinger Straße 40 (Standort) | Bauernhaus                                      | zweigeschossiger Satteldachbau mit Gesimsgliederung und kleeblattbogiger Türöffnung, im Kern 2. Hälfte 18. Jahrhundert                                                                                    | D-1-81-127-7 Wikidata  | BW             |
| Unteriglinger Straße 56 (Standort) | Gasthaus                                        | zweigeschossiger Satteldachbau mit verbrettertem Giebel, spätes 19. Jahrhundert | D-1-81-127-23 Wikidata | Gasthaus       |

### Keinem Ortsteil zugeordnet
| Lage                   | Objekt      | Beschreibung | Akten-Nr.               | Bild        |
| ---------------------- | ----------- | --- | ----------------------- | ----------- |
| Oberes Feld (Standort) | Grenzsteine | Grenzsteine, 31 Sandsteinquader mit Stadtwappen und Initialen SL, meist bezeichnet 1787; in westlicher Verlängerung des Galgenweges ausgehend entlang einer alten Flurgrenze | D-1-81-130-503 Wikidata | Grenzsteine |

## Ehemalige Baudenkmäler
In diesem Abschnitt sind Objekte aufgeführt, die früher einmal in der Denkmalliste eingetragen waren, jetzt aber nicht mehr. Objekte, die in anderem Zusammenhang – also z. B. als Teil eines Baudenkmals – weiter eingetragen sind, sollen hier nicht aufgeführt werden. Aktennummern in diesem Abschnitt sind ehemalige, jetzt nicht mehr gültige Aktennummern.

| Lage                                            | Objekt                                 | Beschreibung | Akten-Nr. | Bild |
| ----------------------------------------------- | -------------------------------------- | --- | --------- | ---- |
| Holzhausen bei Buchloe Hauptstraße 9 (Standort) | Wohnhaus                               | mit Mansard-Walmdach, im Kern Ende 18. Jahrhundert (Flurnummer 95)                                                    |           | BW   |
| Oberigling südlich am Dorf (Standort)           | Feldkapelle                            | 1692; mit Ausstattung. (Flurnummer 152)                                                                               |           | BW   |
| Unterigling Unteriglinger Straße 24 (Standort)  | Wohnteil eines ehemaligen Bauernhauses | mit verschaltem Giebel, Kern 1. Hälfte 18. Jahrhundert/Mitte 19. Jahrhundert; Stallteil abgebrochen, (Flurnummer 118) |           | BW   |
| Unterigling Unteriglinger Straße 62 (Standort)  | Zweigeschossiger Mittertennbau         | große Tenneneinfahrt, wohl 2. Hälfte 19. Jahrhundert. (Flurnummer 77)                                                 |           | BW   |

## Abgegangene Baudenkmäler
In diesem Abschnitt sind Objekte aufgeführt, die früher einmal in der Denkmalliste eingetragen waren, jetzt aber nicht mehr existieren, z. B. weil sie abgebrochen wurden. Aktennummern in diesem Abschnitt sind ehemalige, jetzt nicht mehr gültige Aktennummern.

| Lage                                           | Objekt     | Beschreibung                                                                                           | Akten-Nr.              | Bild |
| ---------------------------------------------- | ---------- | --- | ---------------------- | ---- |
| Unterigling Unteriglinger Straße 44 (Standort) | Bauernhaus | zweigeschossiger Mittertennbau, Wohnteil mit hofseitigem Dachüberstand, wohl 2. Hälfte 19. Jahrhundert | D-1-81-127-25 Wikidata | BW   |